# Cougar Helicopters
Cougar Helicopters (una empresa del VIH Aviation Group) es una compañía de helicópteros comerciales con sede en St. John's, que presta servicio a campos de petróleo y gas offshore frente a la costa de Terranova. Cougar cuenta con instalaciones permanentes en St. John's y Halifax. La compañía está afiliada a Bristow Helicopters, que posee una participación financiera en Cougar.

## Servicios

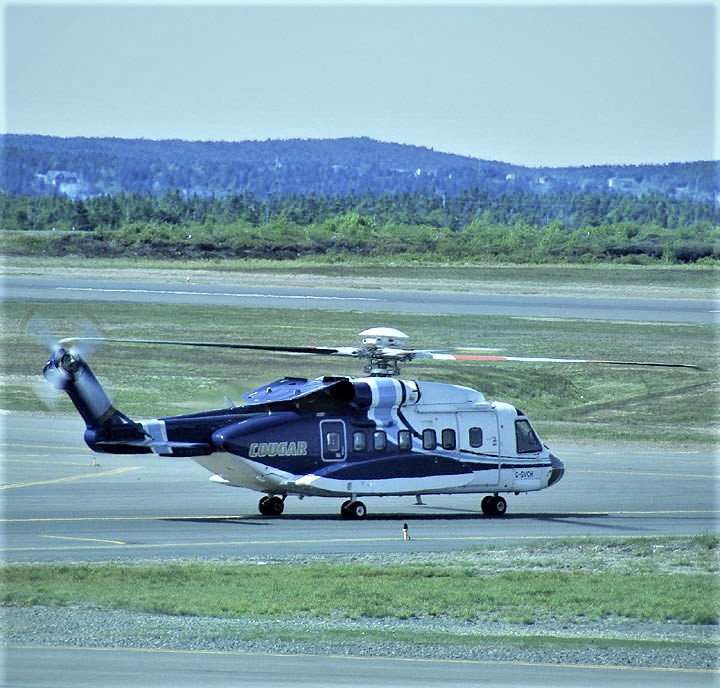
Helicóptero Cougar, St. John's, NL

Cougar Helicopters presta actualmente servicio a plataformas y buques ubicados frente a la costa de Terranova en los siguientes campos:
- Campo petrolífero Hibernia
- Campo petrolífero Terra Nova
- Campo petrolífero White Rose
- Campo petrolífero Hebron-Ben Nevis

## Flota
En mayo de 2024, Cougar Helicopters opera una flota compuesta por ocho Sikorsky S-92A y un Bell 412EP.

## Incidentes y accidentes
El 12 de marzo de 2009, el Vuelo 91 de Cougar Helicopters, un helicóptero Sikorsky S-92A de Cougar con 18 personas a bordo en ruta hacia una plataforma petrolera frente a la costa de Terranova, amerizó y se hundió a una profundidad de 178 metros. 17 de los 18 ocupantes murieron en el accidente.